# Arbeitsgemeinschaft für liturgische Texte
Die Arbeitsgemeinschaft für liturgische Texte (ALT) war eine Arbeitsgruppe der christlichen Kirchen des deutschen Sprachgebietes. Beteiligt waren Vertreter der römisch-katholischen Kirche, der evangelischen Landeskirchen, der Altkatholiken sowie einzelner Freikirchen.
Die Arbeitsgemeinschaft erarbeitete die heute gebräuchlichen deutschsprachigen ökumenischen Fassungen des Vaterunser (approbiert 1968) und des Apostolischen Glaubensbekenntnisses, außerdem gemeinsame Fassungen des Großen Glaubensbekenntnisses, des Gloria in excelsis, des Sanctus, Agnus Dei und Gloria Patri (je 1970/1971). Die Übersetzungen sollten zum einen dem heutigen Sprachgebrauch angepasst werden und dadurch verständlicher werden. Zum anderen sollte in allen Kirchen der Ökumene des deutschen Sprachraums eine einheitliche Fassung grundlegender liturgischer Texte in Gebrauch genommen werden, um sie bei gemeinsamen Gottesdiensten beten zu können.
Zeitgleich mit der ALT entstand auch die Arbeitsgemeinschaft für ökumenisches Liedgut.